# الطريق الأوروبي E27
الطريق الأوروبي E27 هو طريق في أوروبا، وهو جزء من شبكة الطرق الأوروبية الدولية للأمم المتحدة، ويمتد من بلفور بفرنسا إلى أوستا بإيطاليا. بين هاتين المدينتين يمر معظم الطريق عبر سويسرا الناطقة بالفرنسية، بما في ذلك قسم على طول الشاطئ الشرقي لبحيرة جنيف، وقسم جبلي يصل ارتفاعه إلى 1900 متر في نفق سانت برنارد.